# Eupithecia orcadensis
Eupithecia orcadensis là một loài bướm đêm trong họ Geometridae.